# Buick LeSabre
Buick LeSabre – samochód osobowy klasy luksusowej produkowany pod amerykańską markę Buick w latach 1958 – 2005.

## Pierwsza generacja

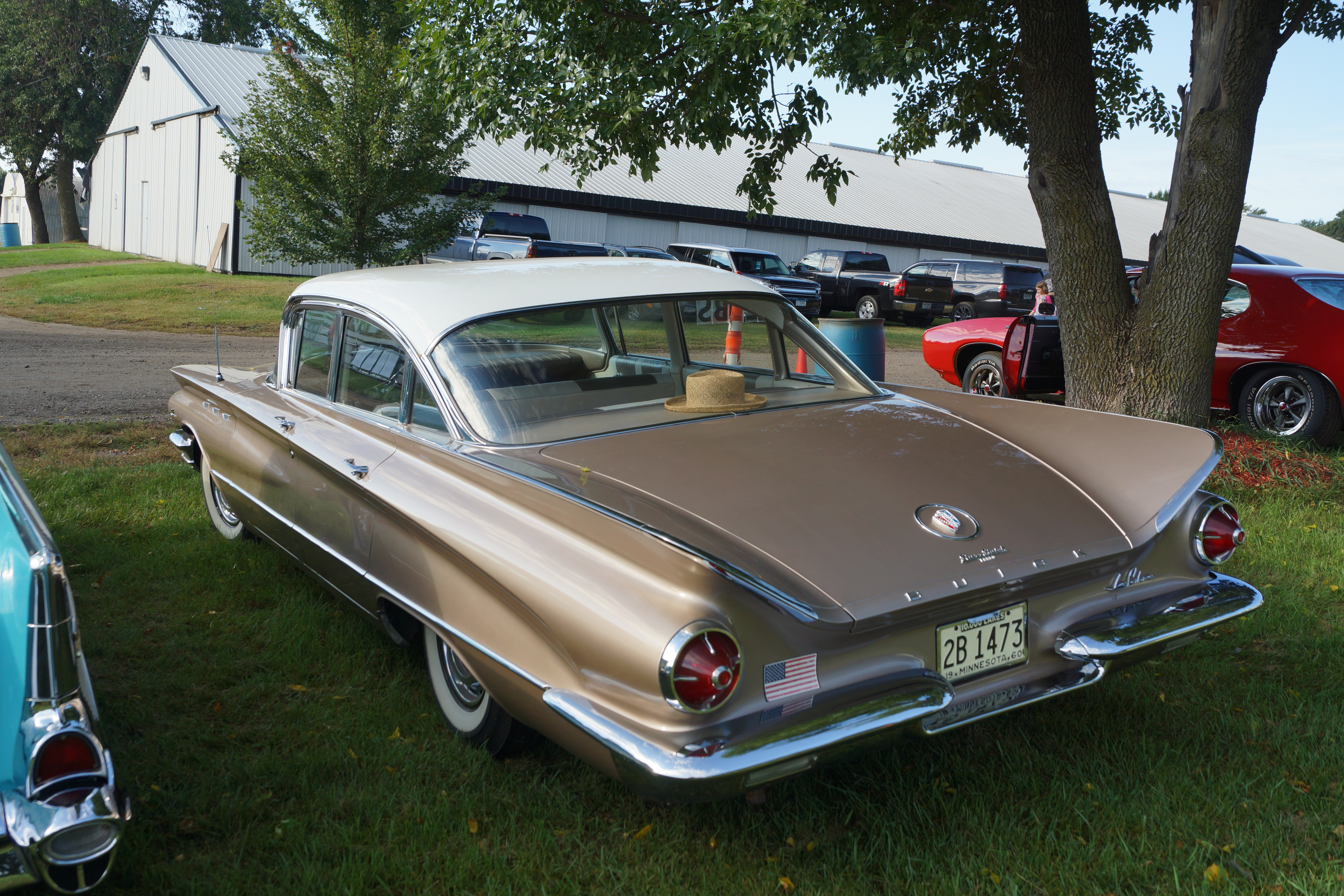
Buick LeSabre I - tył

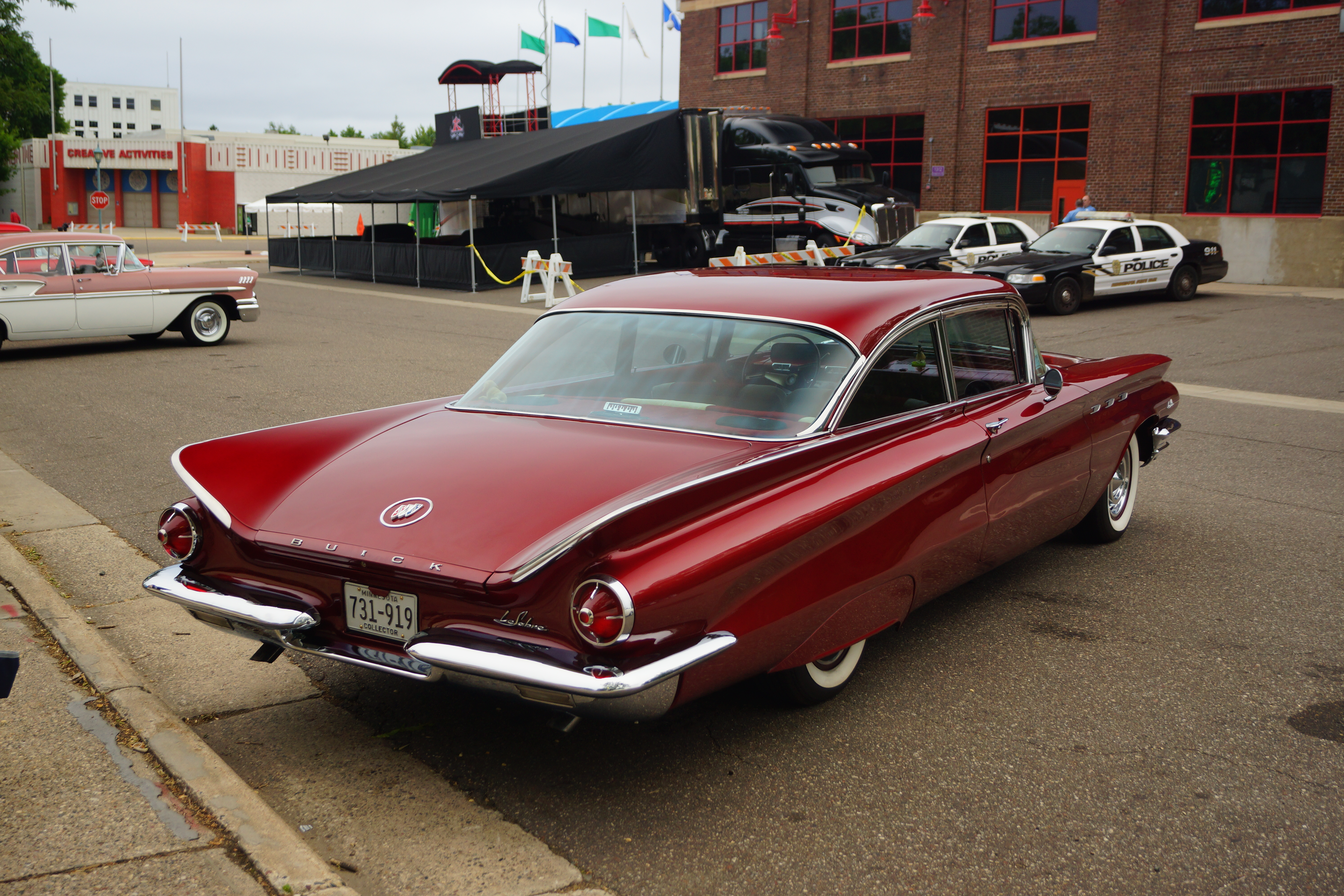
Buick LeSabre I Coupe

Buick LeSabre I został zaprezentowany po raz pierwszy w 1958 roku.
W 1958 roku Buick przeprowadził gruntowną modernizację swojej oferty dużych, luksusowych pojazdów, odświeżając zarówno ich wygląd, jak i nazewnictwo. W ten sposób jedynym z dwóch następców modelu Special, oprócz mniejszego Apollo, stał się także model LeSabre.
Pierwsze wcielenie powstało na platformie B-body, na której koncern General Motors zbudował także wiele innych pokrewnych konstrukcji dużych samochodów luksusowych takich marek jak Cadillac, Oldsmobile czy Pontiac.

### Silnik
- V8 6.0l

## Druga generacja

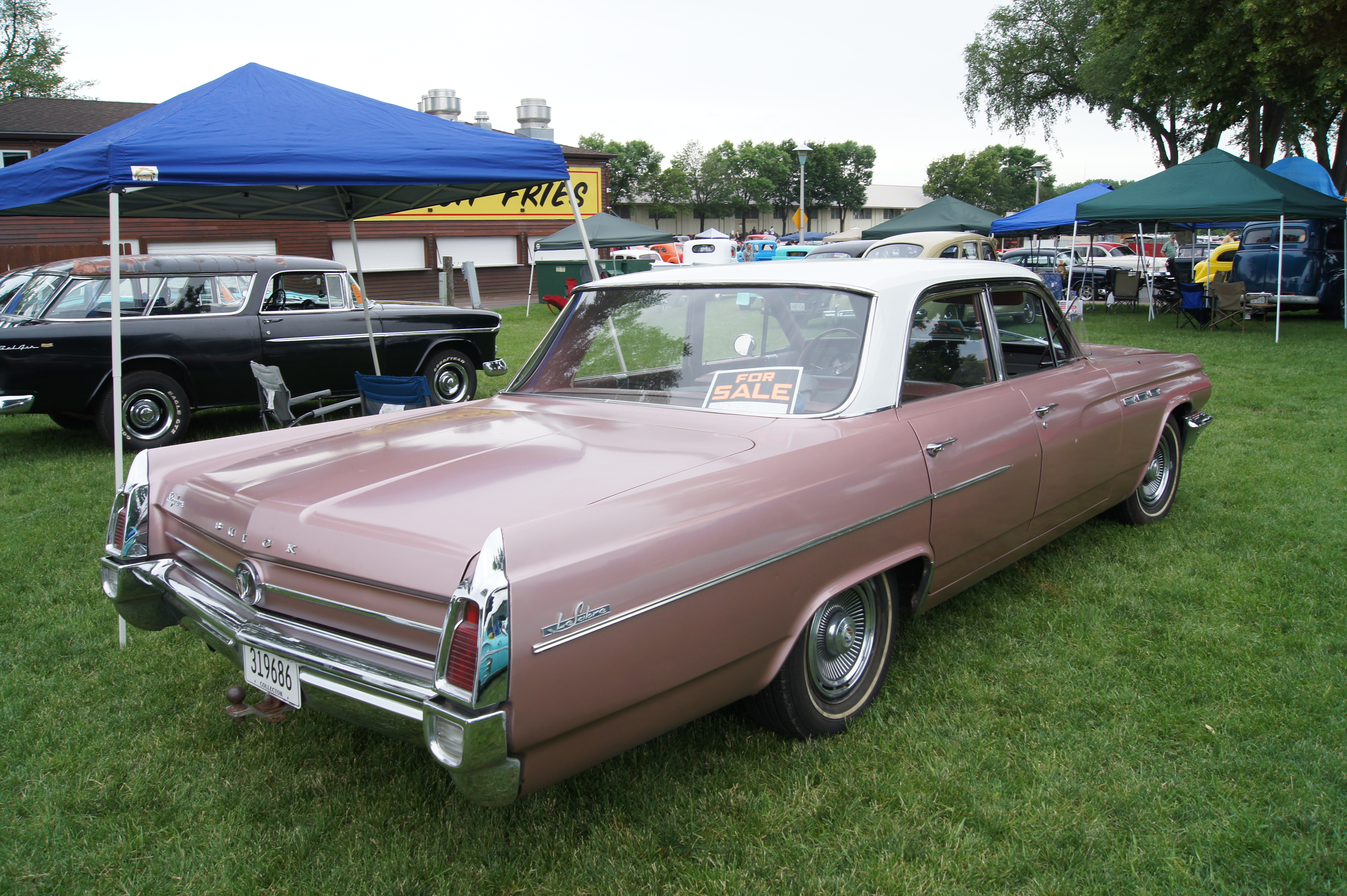
Buick LeSabre II - tył

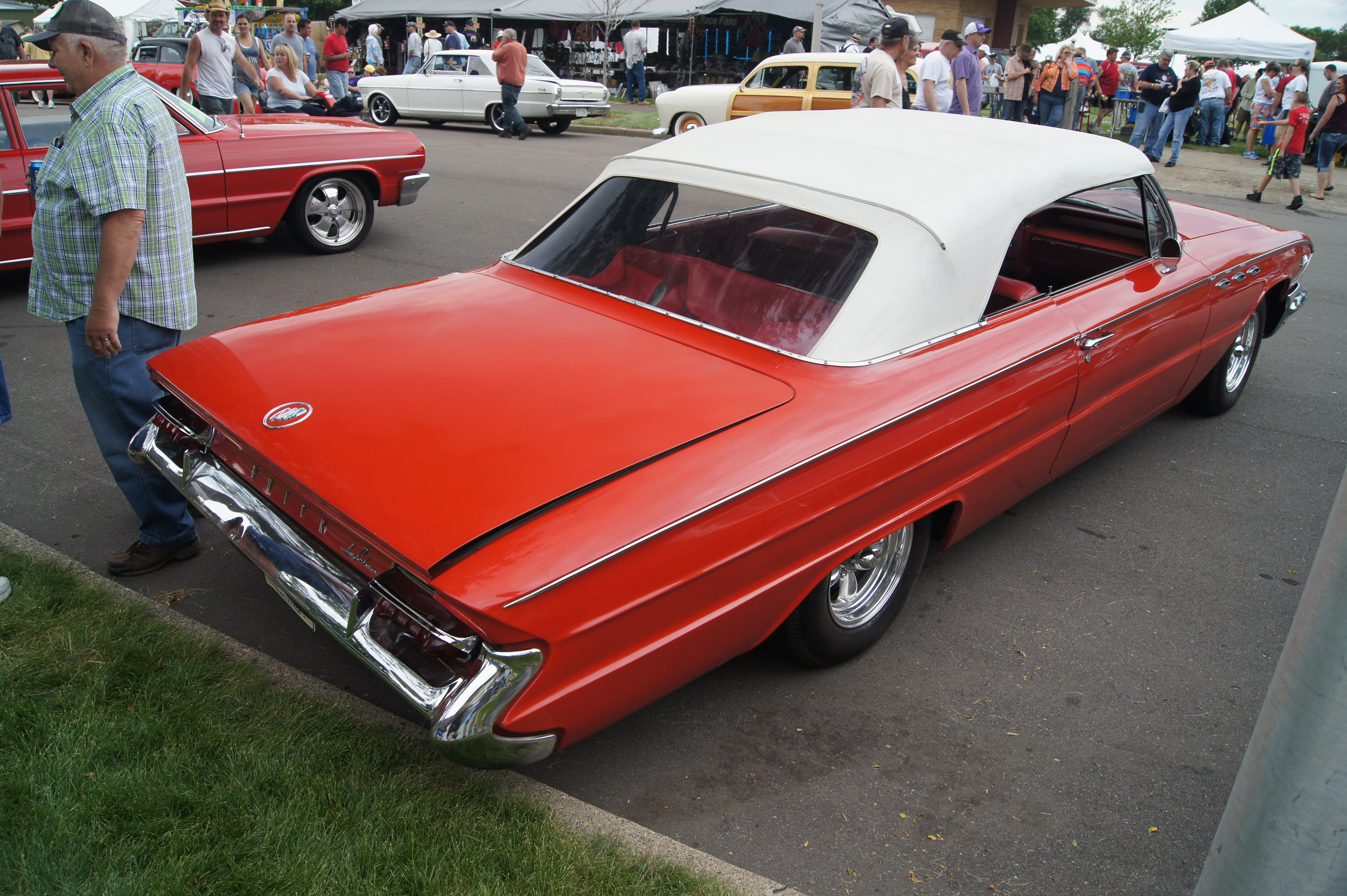
Buick LeSabre II Cabriolet

Buick LeSabre II został zaprezentowany po raz pierwszy w 1960 roku.
Po niespełna dwóch latach produkcji poprzednika, Buick zaprezentował nową odsłonę LeSabre w postaci drugiej generacji. Samochód powstał na tej samej platformie co pierwsze wcielenie, przechodząc jednak gruntowne zmiany w stylistyce.
LeSabre II zyskał bardziej stonowany wygląd, z łagodniej biegnącą linią nadwozia i przestylizowanym przodem wyróżniającym się podwójnymi, okrągłymi reflektorami i dużą, chromowaną atrapą chłodnicy.

### Silniki
- V8 4.9l Small-Block
- V8 6.0l Nailhead
- V8 6.6l Nailhead

## Trzecia generacja

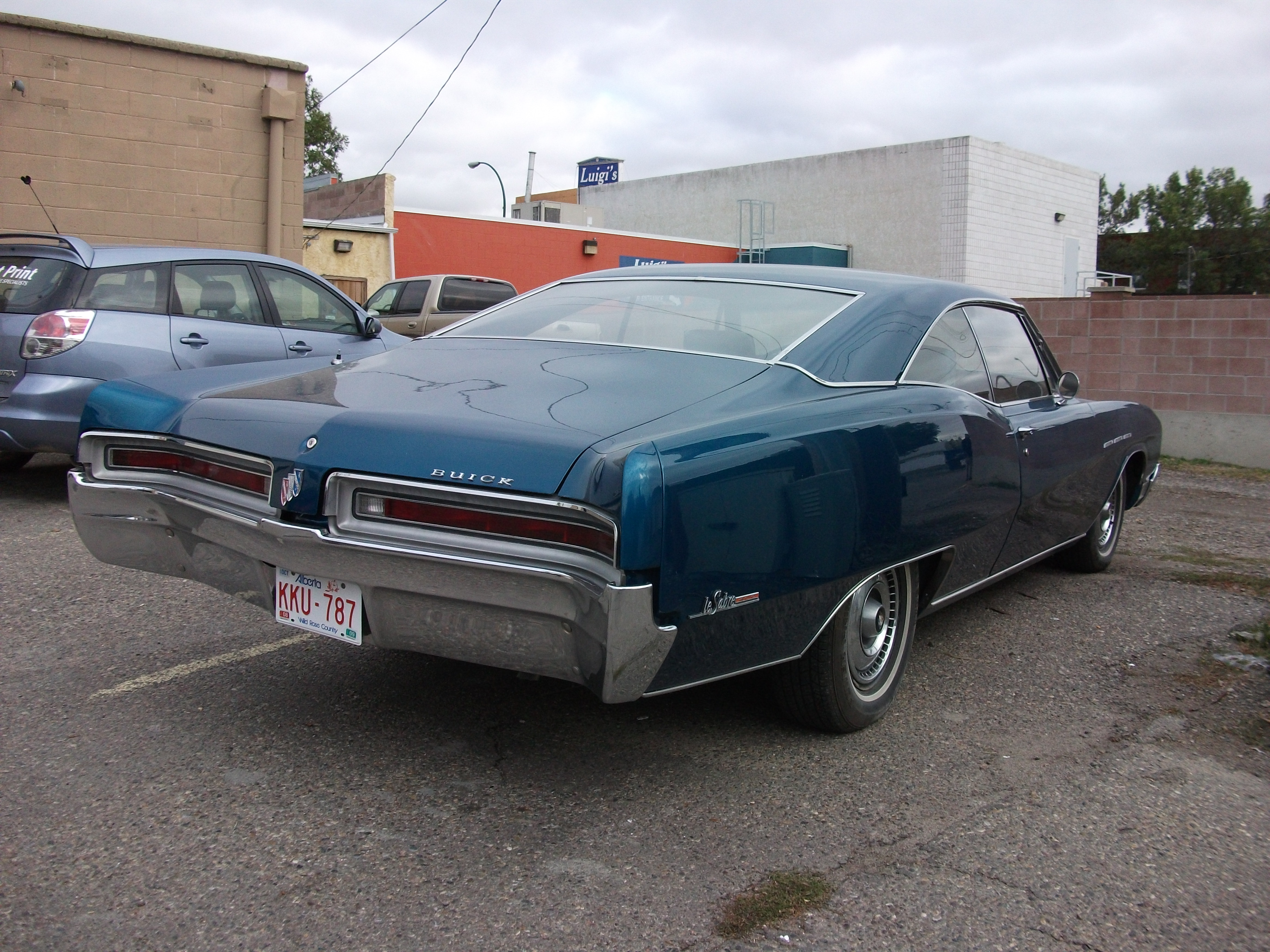
Buick LeSabre III - tył

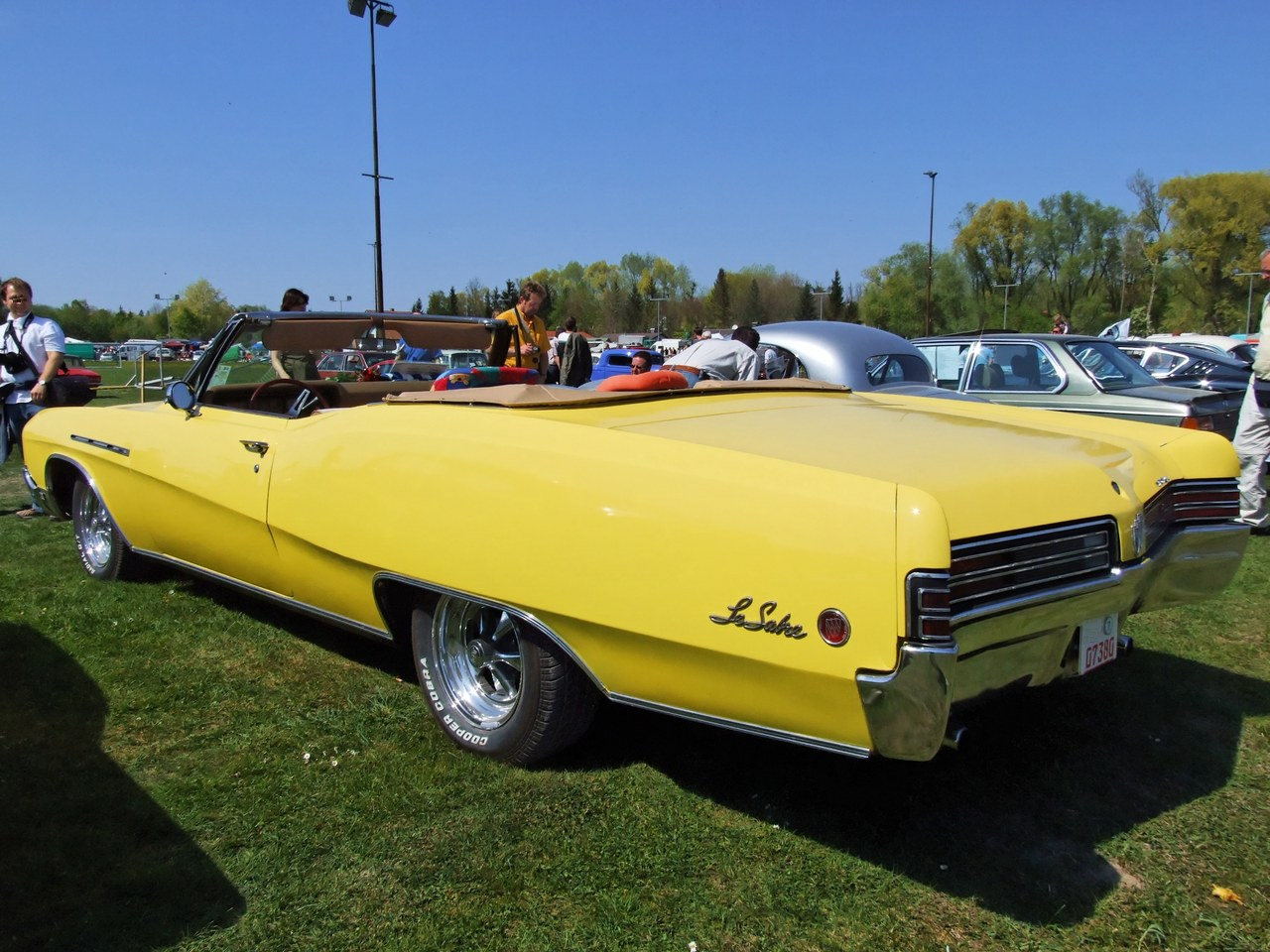
Buick LeSabre III Cabriolet

Buick LeSabre III został zaprezentowany po raz pierwszy w 1964 roku.
Trzecia generacja Buicka LeSabre podobnie jak poprzednik, ponownie była de facto głęboko zmodernizowanym modelem pierwszej generacji opartym na platformie B-body koncernu General Motors.
Zmiany objęły głównie stylistykę pojazdu, zachowując jednak znacznie mniej radykalny zakres niż w przypadku drugiej generacji. W ciągu następnych 6 lat produkcji, LeSabre przeszedł kilka restylizacji. Na jego bazie zbudowano też pierwszą generację modelu Estate.

### Silniki
- V8 4.9l Buick
- V8 5.6l Buick
- V8 5.7l Buick
- V8 7.5l Buick

## Czwarta generacja

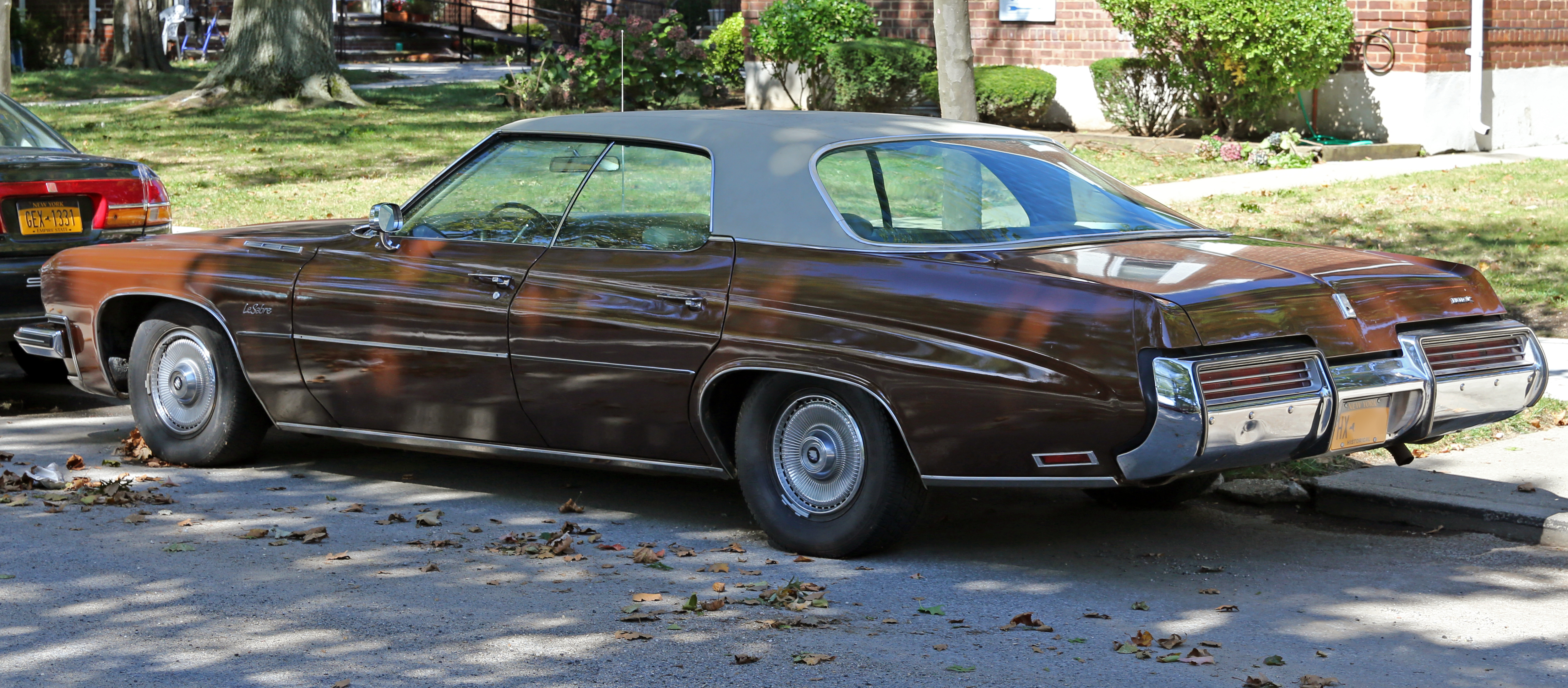
Buick LeSabre IV - tył

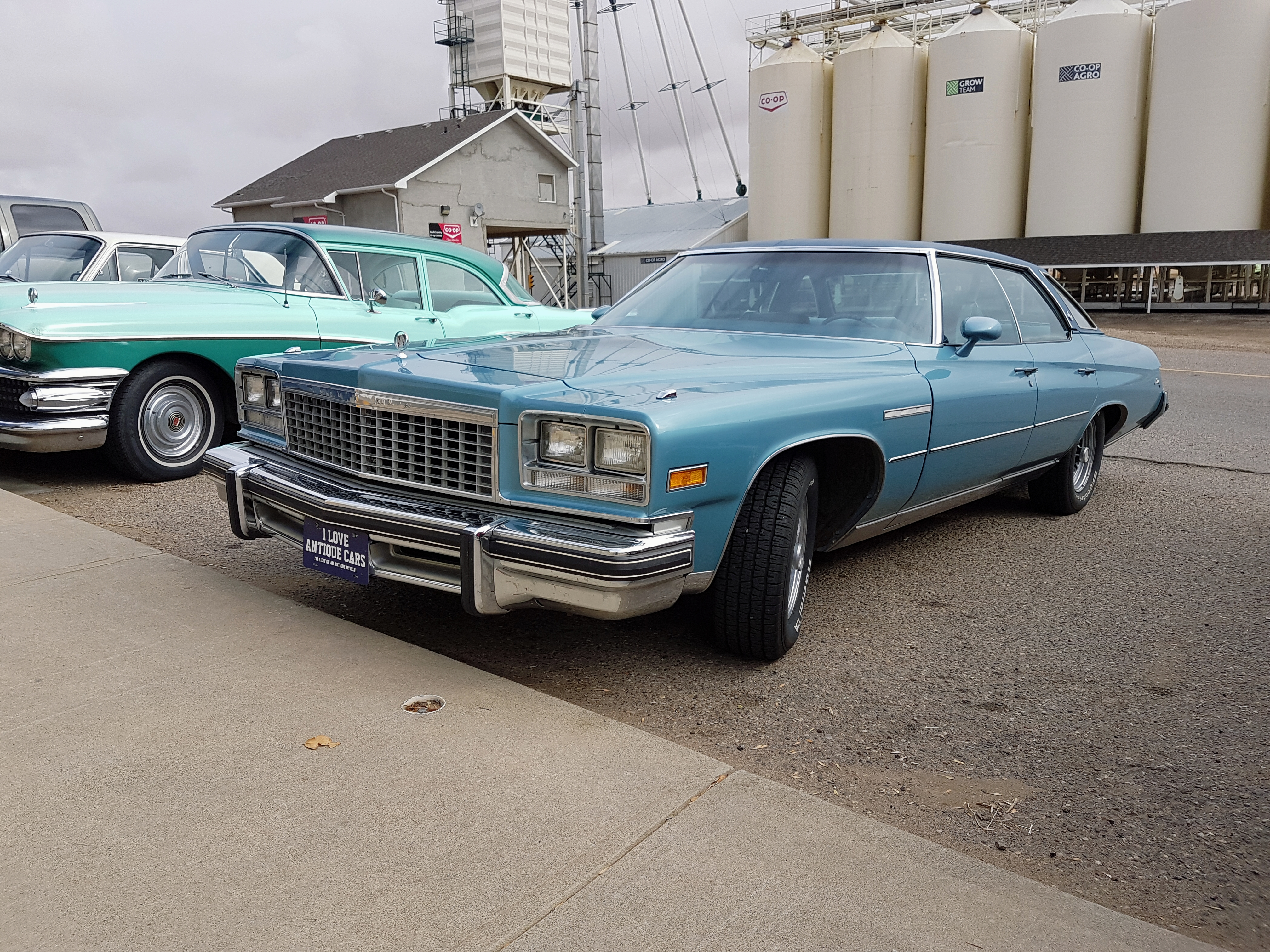
Buick LeSabre IV po liftingu

Buick LeSabre IV został zaprezentowany po raz pierwszy w 1970 roku.
1970 rok przyniósł kolejną gruntowną restylizację opartego na platformie B-body LeSabre’a, kiedy to producent przedstawił czwartą generację jednego z największych luksusowych pojazdów w ówczesnej ofercie Buicka. Samochód zyskał bardziej kanciaste proporcje nadwozia, zachowując charakterystyczne, masywne kształty.
Podobnie jak pokrewny model Estate oraz Electra, LeSabre IV przeszedł kilka restylizacji w ciągu kolejnych lat produkcji, które zmianami obejmowały głównie przedni pas nadwozia.

### Silniki
- V6 3.8l
- V8 5.7l
- V8 7.5l

## Piąta generacja

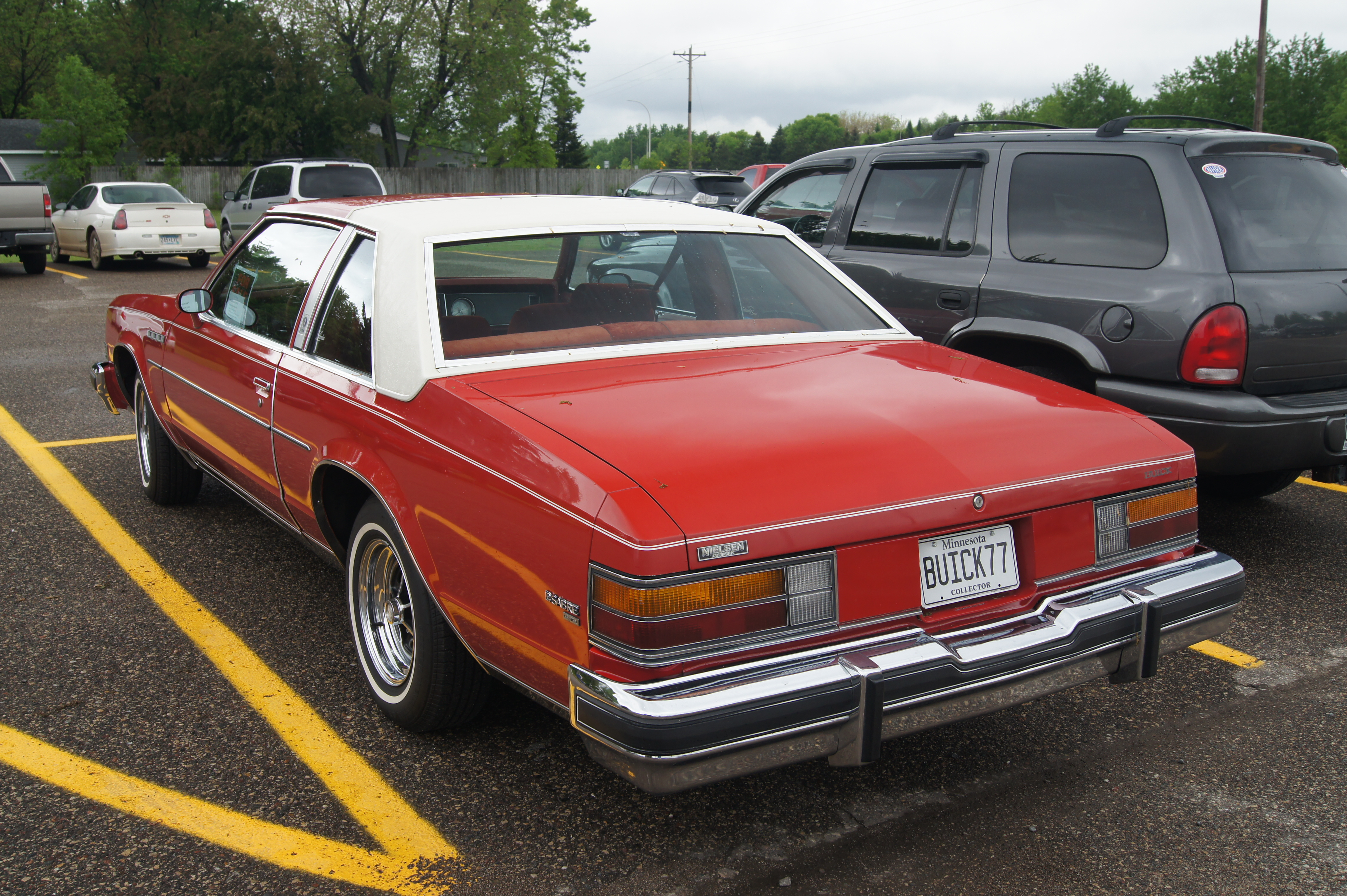
Buick LeSabre V - tył

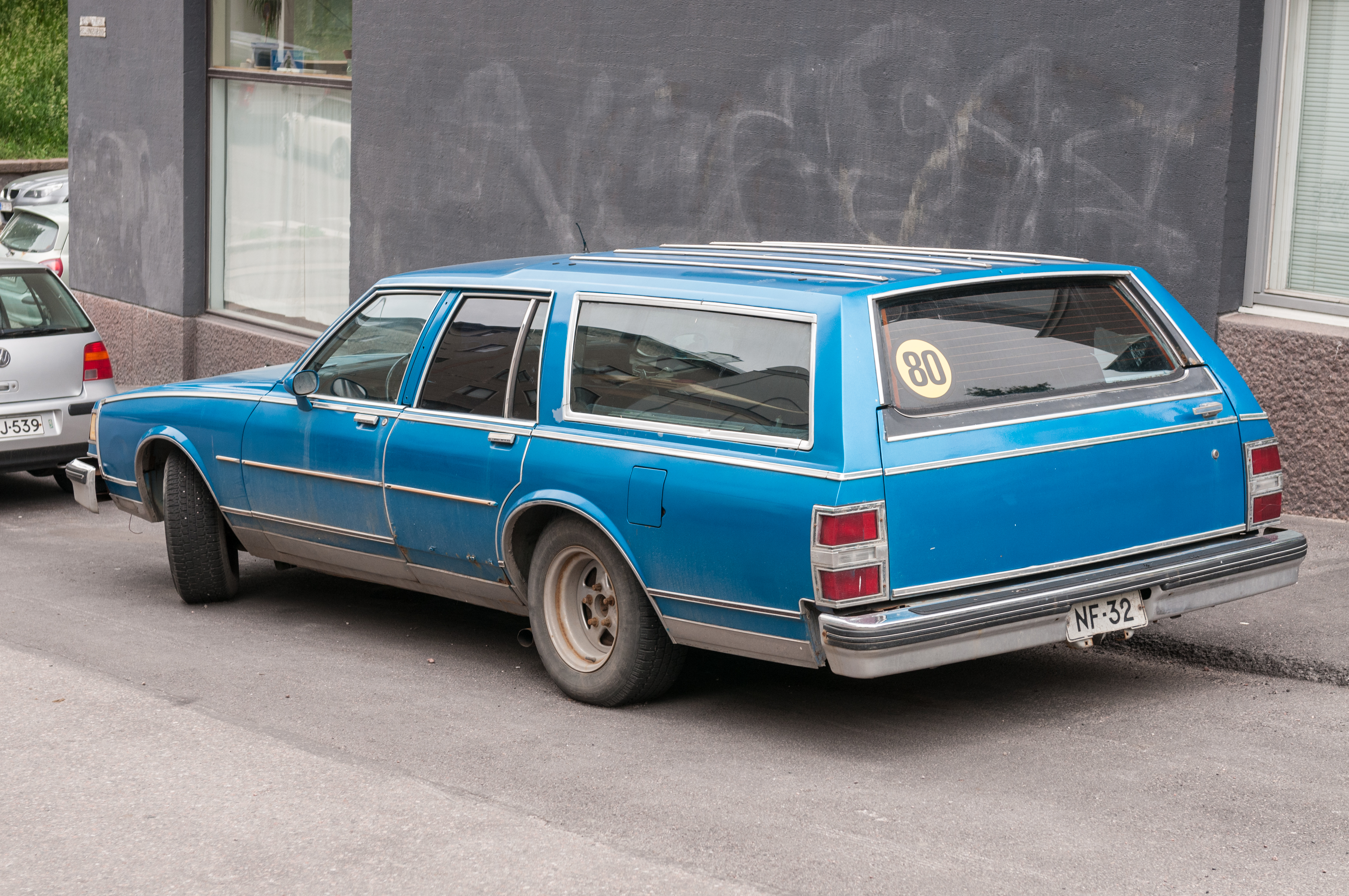
Buick LeSabre V Kombi

Buick LeSabre V został zaprezentowany po raz pierwszy w 1976 roku.
Premiera piątej generacji Buicka LeSabre w 1976 roku przyniosła gruntowne zmiany w stylistyce. Samochód zyskał równie masywne co poprzednicy proporcje nadwozia, idąc jeszcze dalej w kierunku kanciastych kształtów.
Charakterystycznym elementem wyglądu stała się pionowa, chromowana atrapa chłodnicy oraz reflektory tworzone przez dwa niezależne klosze. Był to ostatni Buick LeSabre oparty na platformie B-body.

### Silniki
- V6 3.8l Buick
- V6 4.1l Buick
- V8 4.9l Pontiac
- V8 5.0l Oldsmobile
- V8 5.7l Buick
- V8 5.7l Oldsmobile
- V8 6.6l Oldsmobile

## Szósta generacja

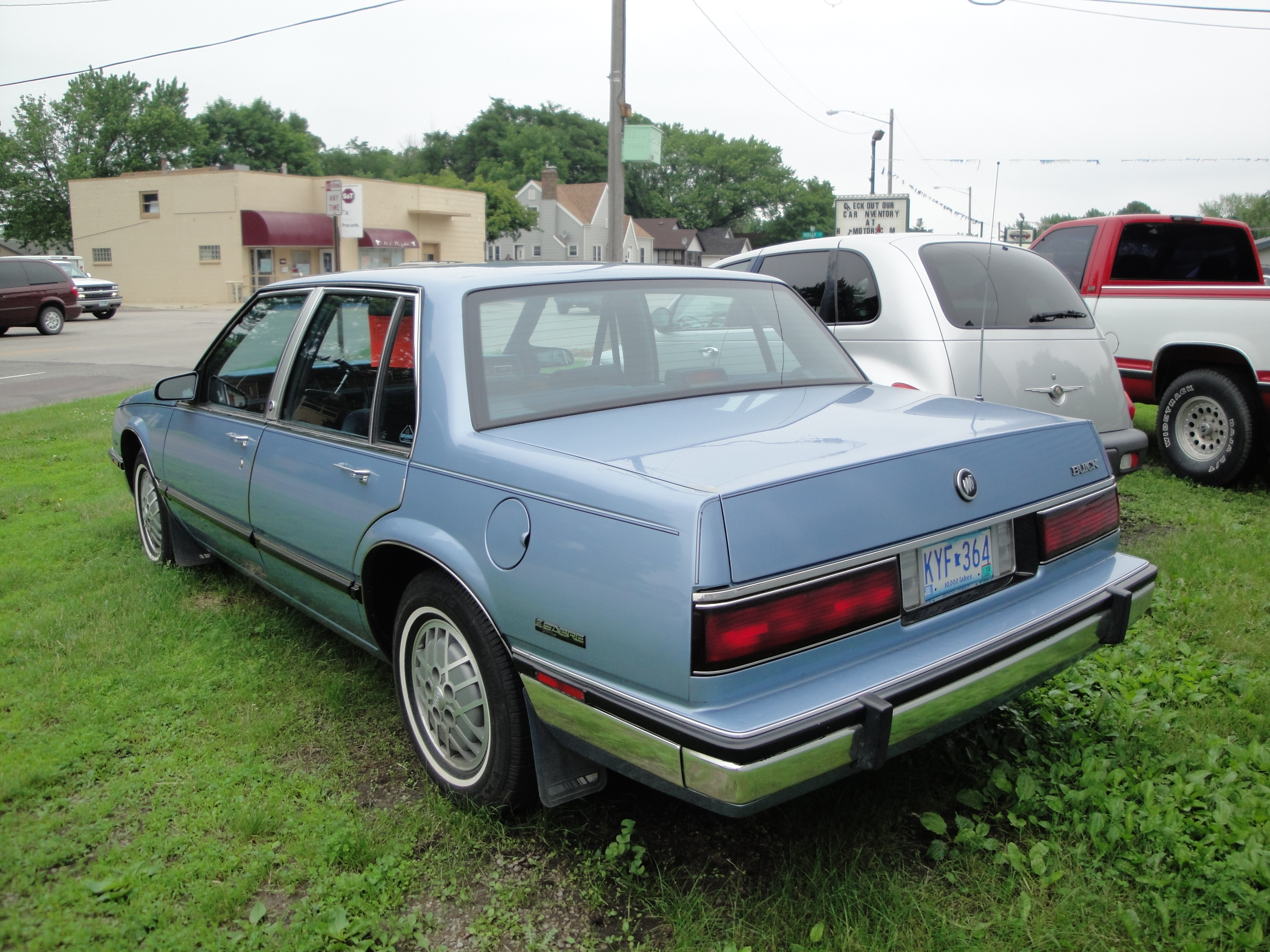
Buick LeSabre VI - tył

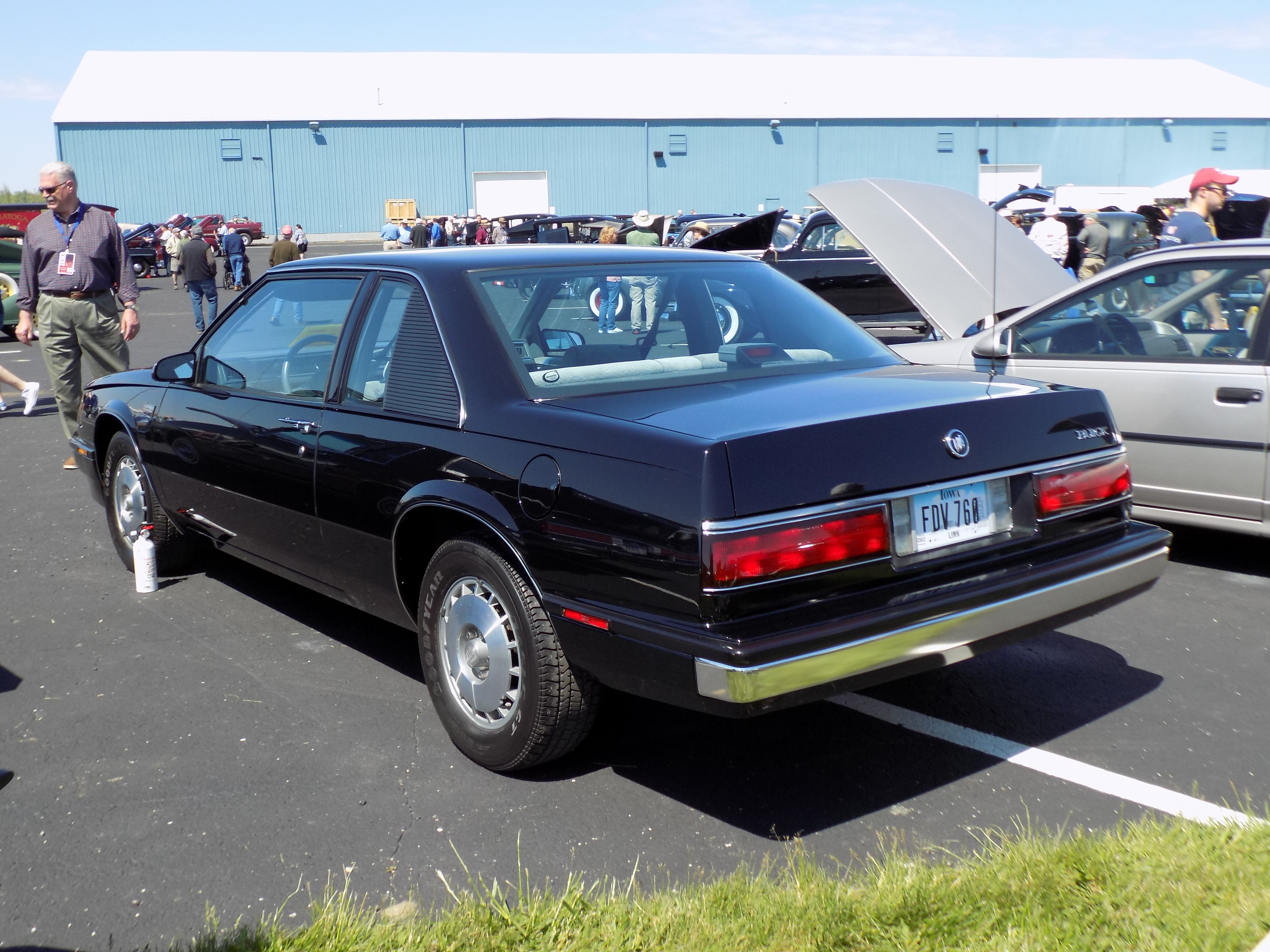
Buick LeSabre VI Coupe

Buick LeSabre VI został zaprezentowany po raz pierwszy w 1986 roku.
Prezentacja szóstej generacji Buicka LeSabre w 1986 roku przyniosła największe zmiany w historii tego modelu od czasu premiery 28 lat wcześniej. General Motors zdecydowało się zbudować tym razem jeden z topowych modeli Buicka na nowej platformie H-body, na której oparto także bliźniacze modele Oldsmobile 88 oraz Pontiac Bonneville. Zmienił się napęd auta, stały się przednionapędowe.
Wraz ze zmianą trendów w północnoamerykańskiej motoryzacji, także i Buick LeSabre stał się krótszy i zachował mniej masywne proporcje nadwozia. Jednocześnie pojazd utrzymano w charakterystycznej stylistyce, gdzie dominowały kanty i proste linie. Oferta nadwoziowa została okrojona do sedana i coupe.

### Silniki
- V6 3.0l LN7
- V6 3.8l LG2
- V6 3.8l LN3

## Siódma generacja

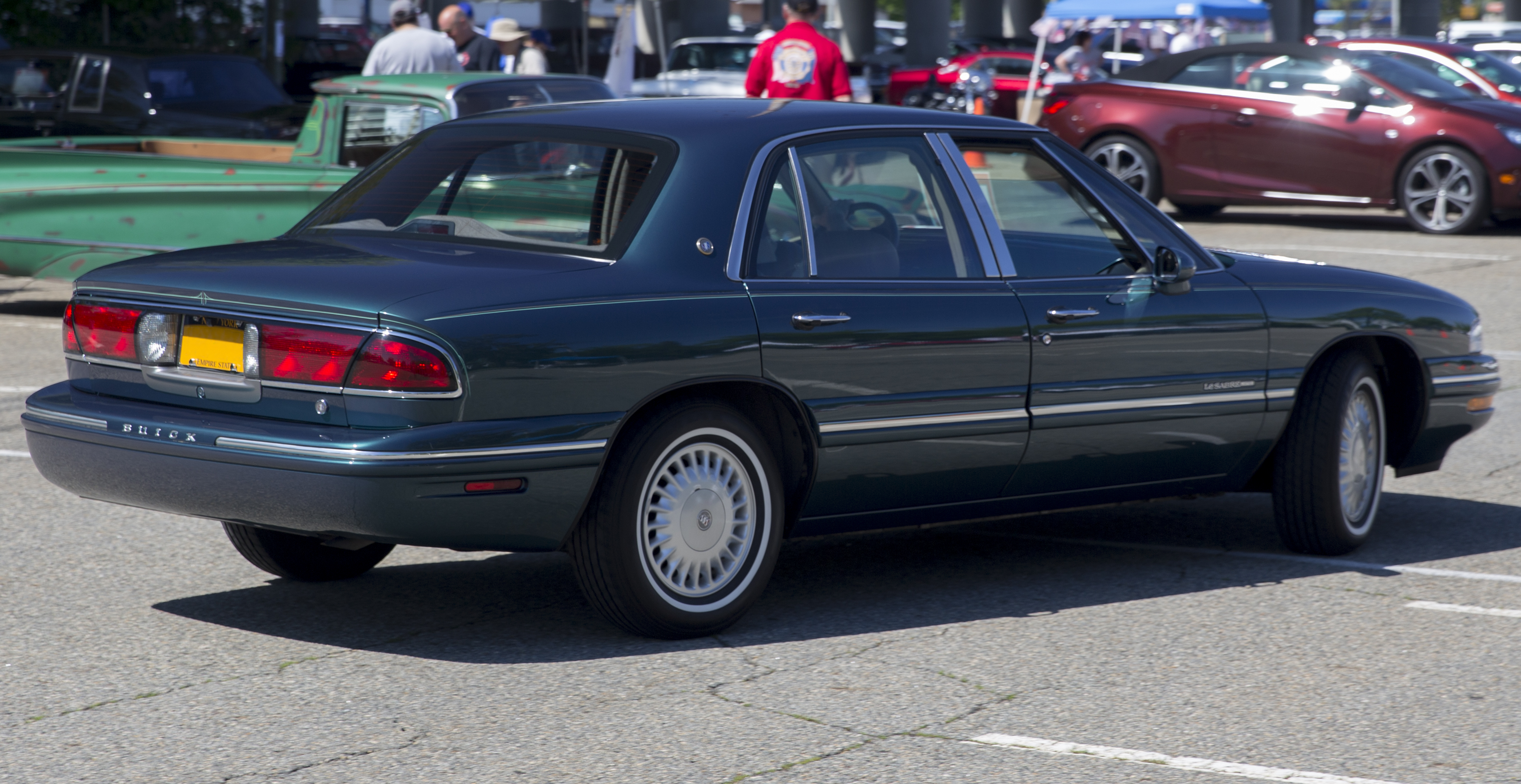
Buick LeSabre VII - tył

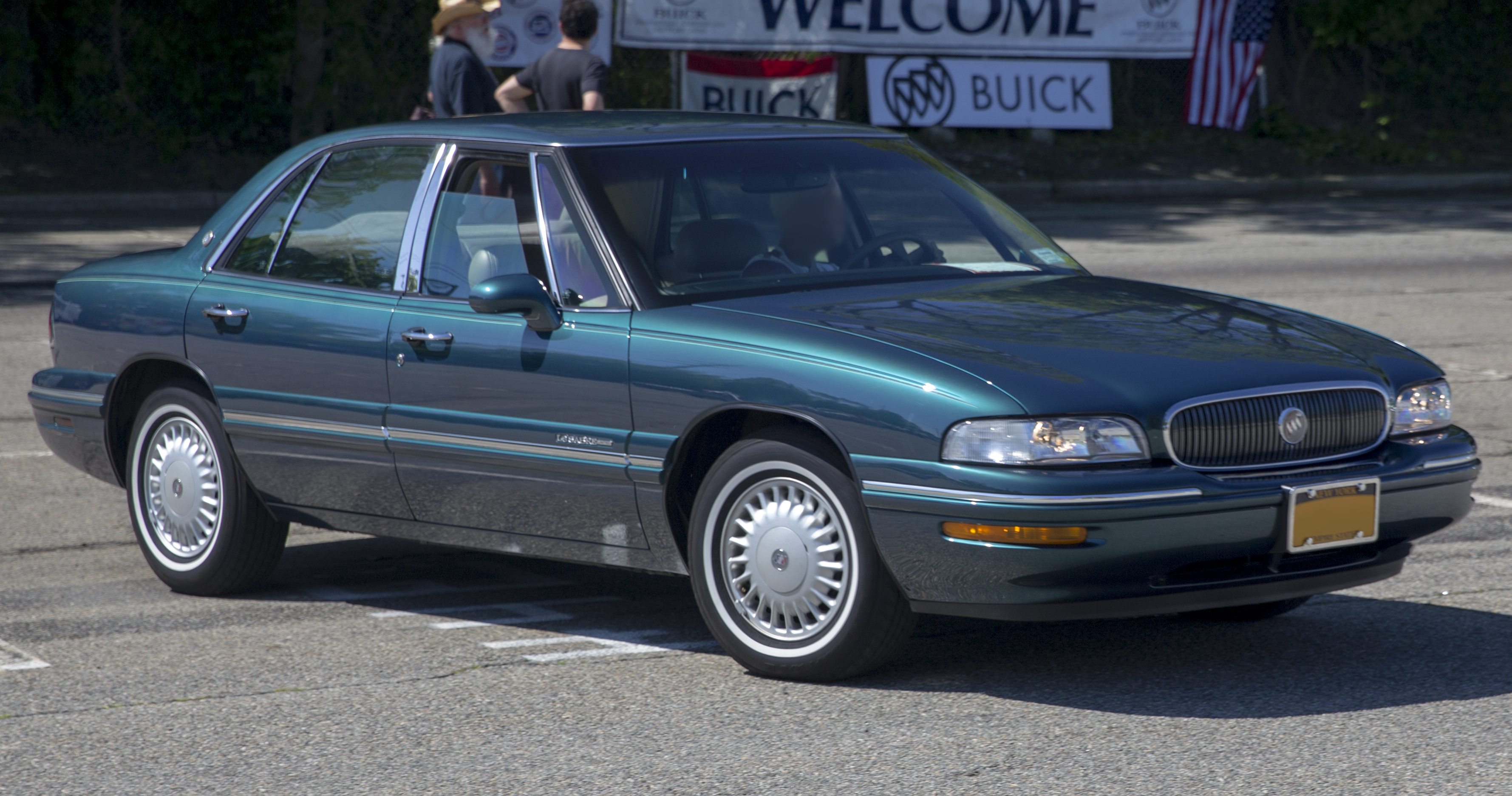
Buick LeSabre VII po liftingu

Buick LeSabre VII został zaprezentowany po raz pierwszy w 1991 roku.
W 1991 roku Buick zaprezentował zupełnie nową, siódmą generację LeSabre. Samochód zbudowano tym razem na zmodernizowanej platformie H-body, na której oparto także kolejne wcielenia bliźniaczego Oldsmobile 88 oraz Pontiaka Bonneville'a.
LeSabre VII utrzymano we wówczas nowej estetyce Buicka, która wyróżniała się zaokrąglonymi proporcjami nadwozia i charakterystyczną, dzieloną szybą kierowcy oraz pasażera. Samochód był skróconą, uboższą odmianą pokrewnego modelu Park Avenue.

### Lifting
W 1997 roku Buick LeSabre VII przeszedł gruntowną modernizację, w ramach której przestylizowano pas przedni. Zaokrąglono reflektory, pojawiła się nowa, chromowana atrapa chłodnicy, a także inne zderzaki i drobne zmiany w wersjach wyposażeniowych.

### Silniki
- V6 3.8l Series I
- V6 3.8l Series II

## Ósma generacja

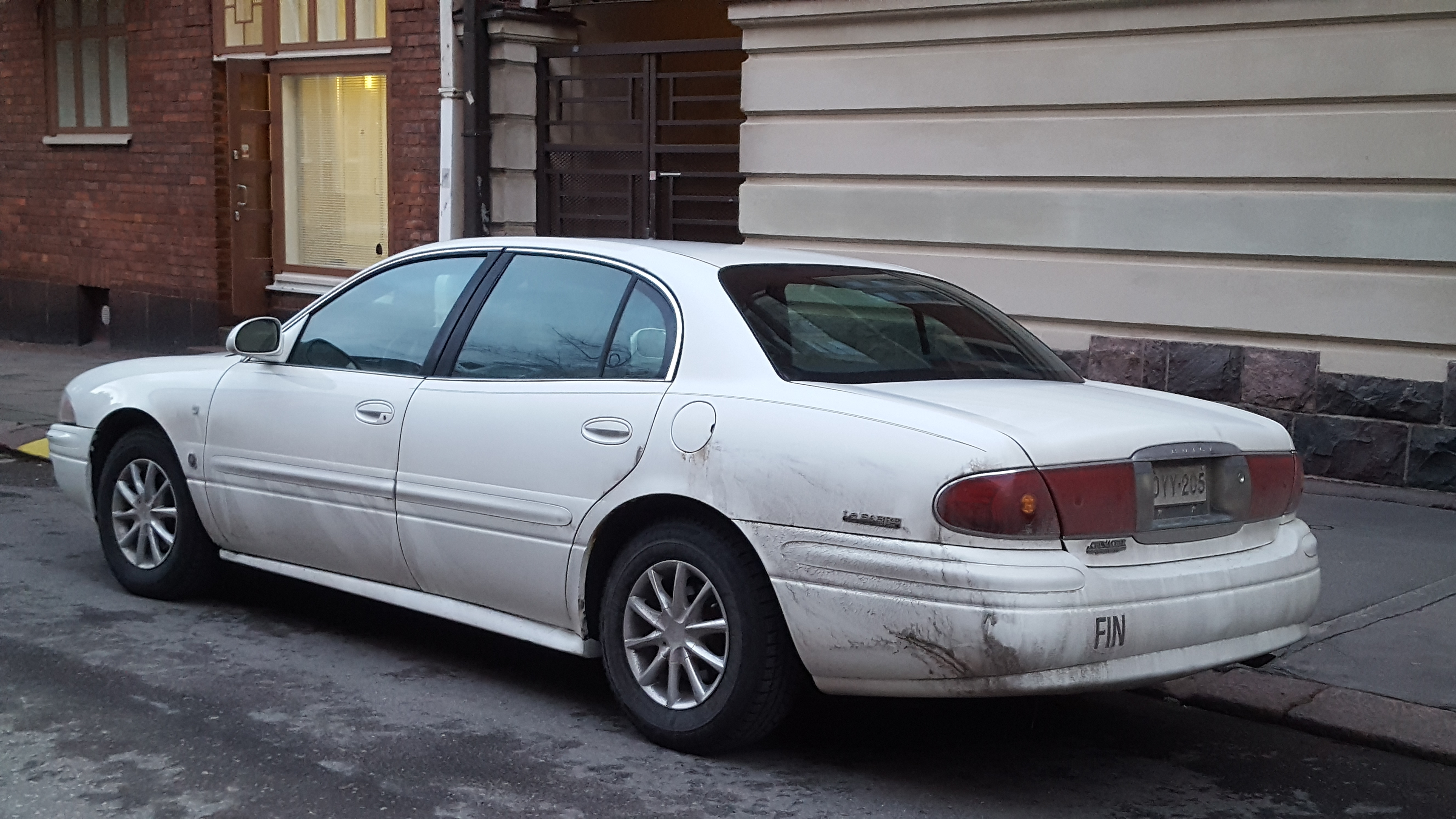
Buick LeSabre VIII - tył

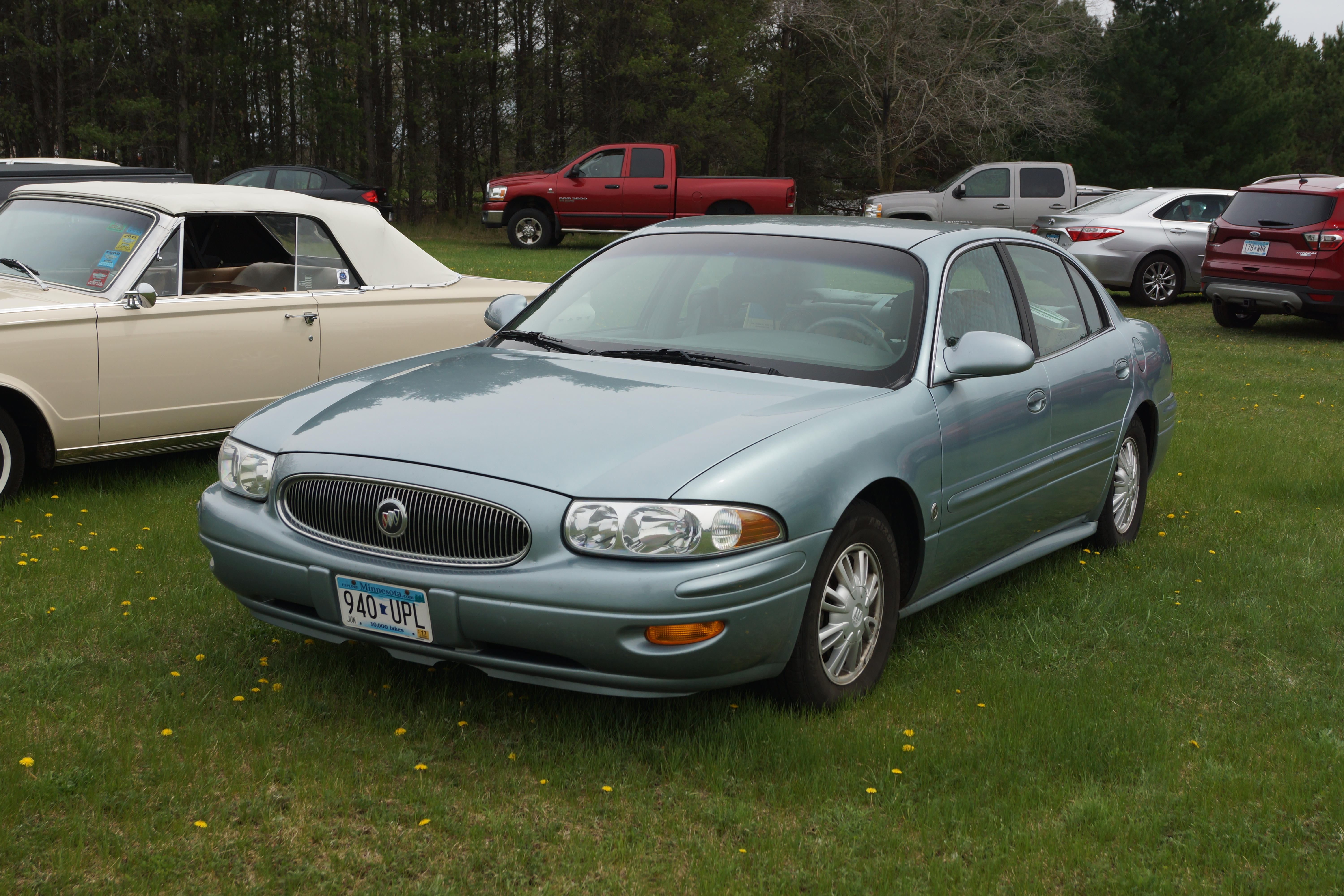
Buick LeSabre VIII Custom

Buick LeSabre VIII został zaprezentowany po raz pierwszy w 1999 roku.
W marcu 1999 roku Buick zaprezentował ósmą i zarazem ostatnią generację modelu LeSabre. Samochód oparto na zupełnie nowej platformie G-body, na której w ramach koncernu General Motors oparto także bliźniacze Oldsmobile Aurora i ostatnie wcielenie modelu Pontiac Bonneville. LeSabre VIII zyskał charakterystyczną, zaokrągloną sylwetkę z wyraźnie zaznaczonymi nadkolami, a także podłużnymi tylnymi lampami. Samochód ponownie był krótszą i tańszą alternatywą dla modelu Park Avenue.

### Koniec produkcji i następca
Produkcja Buicka LeSabre zakończyła się w sierpniu 2005 roku. Wraz z tym momentem, producent podjął decyzję o wycofaniu z użycia tej nazwy po ponad 45 latach rynkowej obecności na rzecz zupełnie nowego następcy - modelu Lucerne.

### Silnik
- V6 3.8l Series II